# Tomorrow's Harvest
Tomorrow's Harvest — четвертий альбом електронного дуету Boards of Canada, випущений 4 червня 2013 року. Перший сингл, «Reach for the Dead», був випущений 23 травня 2013; другий сингл, «Come to Dust», вийшов 26 серпня 2013.

## Огляд
Гурт почав записувати альбом у 2005, після виходу попереднього альбому The Campfire Headphase та збільшення їх студії Hexagon Sun у Шотландії — хоча деякі перші ескізи композицій для альбому були зроблені у сільскій місцевості у Новій Зеландії. З перервами, запис альбому тривав до 2012 року, коли була записана більшість матеріалу. Звук альбому натхненний саундтреками кіно з 1970-х та 1980-х, і є більш зловісним і меланхолійним, у порівнянні з попередніми альбомами гурту.
За словами братів Сандісонів, під час запису альбому вони використовували широку колекцію вінтажного звукового обладнання, включаючи прилад ефектів, який коштував гурту "багато часу та миль у дорозі". На цьому альбомі вони використовували "мінімальну кількість драм-машин та семплерів", і більше надавали перевагу живим барабанам і перкусії, з яких потім утворювали доріжки ритму для композицій.
Майкл Сандісон каже, що остання композиція, «Semena Mertvykh» (транслітерація рос. "Насіння мертвих"), навмисно просякнута почуттям "суцільної безнадії". Також, за його словами, цей альбом сповнений прихованих структур та зашифрованих повідомлень — більше, ніж будь-який попередній альбом гурту. Певні елементи альбому, за словами Сандісона, мають натякати на "візуальні елементи".
За словами Boards of Canada, натхненням для альбому слугували праці Джона Карпентера, Фабіо Фріцці, Джона Гаррісона та Марка Ішема, а також "композиторів моторошних саундтреків з 70-х та 80-х", таких як Штефано Маінетті, Ріца Ортолані, Пола Джованні, і Венді Карлос.
На обкладинці альбому зображено розмитий знімок горизонту Сан-Франциско, США. Знімок було зроблено з авіабази ВМС США Аламіда, у затоці Сан-Франциско. За словами Сандісона, обкладинка є "складовою теми альбому", і спостерігач "дивиться через горизонт Сан-Франциско", "ніби це привид міста".

## Список копмозіцій
Автор музики Маркус Еойн та Майкл Сендінсон. 
| #     | Назва                   | Тривалість |
| ----- | ----------------------- | ---------- |
| 1.    | «Gemini»                | 2:56       |
| 2.    | «Reach for the Dead»    | 4:47       |
| 3.    | «White Cyclosa»         | 3:13       |
| 4.    | «Jacquard Causeway»     | 6:35       |
| 5.    | «Telepath»              | 1:32       |
| 6.    | «Cold Earth»            | 3:42       |
| 7.    | «Transmisiones Ferox»   | 2:18       |
| 8.    | «Sick Times»            | 4:16       |
| 9.    | «Collapse»              | 2:49       |
| 10.   | «Palace Posy»           | 4:05       |
| 11.   | «Split Your Infinities» | 4:28       |
| 12.   | «Uritual»               | 1:59       |
| 13.   | «Nothing Is Real»       | 3:52       |
| 14.   | «Sundown»               | 2:16       |
| 15.   | «New Seeds»             | 5:39       |
| 16.   | «Come to Dust»          | 4:07       |
| 17.   | «Semena Mertvykh»       | 3:30       |
| 62:07 |                         |            |

## Чарти
| Чарт (2013)                                          | Найвища позиція |
| ---------------------------------------------------- | --------------- |
| Австралія Australian Albums (ARIA)                   | 24              |
| Бельгія Belgian Albums (Ultratop Flanders)           | 7               |
| Бельгія Belgian Albums (Ultratop Wallonia)           | 33              |
| Канада Canadian Albums (Billboard)                   | 12              |
| Данія Danish Albums (Hitlisten)                      | 23              |
| Нідерланди Dutch Albums (MegaCharts)                 | 19              |
| Фінляндія Finnish Albums (Suomen virallinen lista)   | 28              |
| Франція French Albums (SNEP)                         | 130             |
| Німеччина German Albums (Offizielle Top 100)         | 52              |
| Ірландія Irish Albums (IRMA)                         | 7               |
| Ірландія Irish Albums (IRMA)                         | 7               |
| Irish Independent Albums (IRMA)                      | 2               |
| Італія Italian Albums (FIMI)                         | 64              |
| Japanese Albums (Oricon)                             | 27              |
| Нова Зеландія New Zealand Albums (Recorded Music NZ) | 26              |
| Норвегія Norwegian Albums (VG-lista)                 | 9               |
| Шотландія Scottish Albums (OCC)                      | 4               |
| Іспанія Spanish Albums (PROMUSICAE)                  | 93              |
| Швеція Swedish Albums (Sverigetopplistan)            | 32              |
| Швейцарія Swiss Albums (Schweizer Hitparade)         | 35              |
| Велика Британія UK Albums (OCC)                      | 7               |
| Велика Британія UK Dance Albums (OCC)                | 3               |
| Велика Британія UK Independent Albums (OCC)          | 1               |
| США Billboard 200                                    | 13              |
| США Independent Albums (Billboard)                   | 2               |
| США Dance/Electronic Albums (Billboard)              | 2               |
| США Top Tastemaker Albums (Billboard)                | 3               |

| Чарт (2013)                                | Позиція |
| ------------------------------------------ | ------- |
| Belgian Albums (Ultratop Flanders)         | 195     |
| US Top Dance/Electronic Albums (Billboard) | 19      |